# Chris Espinosa
Pour les articles homonymes, voir Espinosa.
Chris Espinosa, né le 18 septembre 1961, est un informaticien américain, plus ancien  employé d'Apple. Il a rejoint la compagnie à l'âge de 14 ans en 1976, officiellement le n°8,
alors qu'elle était encore située dans le garage des parents de Steve Jobs. Il écrivait après ses cours des programmes, et leurs manuels. Par la suite il entre à l'université de Californie à Berkeley tout en continuant de travailler pour Apple.
Espinosa rejoint l'équipe Macintosh en 1981. Il a travaillé depuis sur divers projets chez Apple tel que Mac OS, A/UX, HyperCard, Taligent (en), Kaleida Labs (en), AppleScript et Mac OS X.
En 2023, il travaille toujours chez Apple.
Espinosa intervient souvent lors des Worldwide Developers Conference.

## Au cinéma
L'acteur Eddie Hassell (en) tient le rôle d'Espinosa dans le film Jobs de 2013